# Problema de Hansen
El Problema de Hansen es un caso de resolución geométrica que se presenta en topografía clásica plana. Recibe su nombre del astrónomo Peter Andreas Hansen (1795-1874), que trabajó en el estudio geodésico de Dinamarca.

## Planteamiento
Se tienen dos puntos de coordenadas conocidas A y  B, y otros dos puntos de coordenadas desconocidas P1 y P2. Desde P1 y P2 un observador mide el ángulo formado por las visuales a cada uno de los otros tres puntos. El problema es encontrar las posiciones de P1 y P2. De acuerdo con la figura, los ángulos medidos son (α1, β1, α2, y β2).
Puesto que implica la observación de ángulos desde puntos desconocidos, el problema es un ejemplo de resección (diferente de los problemas de intersección).
Ejemplo: este procedimiento permite valerse de dos referencias lejanas, cuya distancia entre sí se conoce (por ejemplo, los campanarios de dos iglesias, que serían los puntos A y B), para calcular las coordenadas de una pareja cualquiera de puntos observables entre sí P1 y P2 desde los que también se puedan observar las referencias lejanas.

## Resumen del método de resolución
Definir los siguientes ángulos:
γ = P1AP2, δ = P1BP2, φ = P2AB,  ψ = P1BA.
Como primer paso, se resuelve para φ y ψ.
La suma de estos dos ángulos desconocidos es igual a la suma de β1 y β2, resultando la ecuación
{\displaystyle \phi +\psi =\beta _{1}+\beta _{2}.}
Una segunda ecuación puede encontrarse de forma algo más laboriosa como sigue. La ley de los senos establece que
{\displaystyle {\frac {AB}{P_{2}B}}={\frac {\operatorname {sen} \alpha _{2}}{\operatorname {sen} \phi }}} y
{\displaystyle {\frac {P_{2}B}{P_{1}P_{2}}}={\frac {\operatorname {sen} \beta _{1}}{\operatorname {sen} \delta }}.}
Combinando las dos expresiones, se obtiene
{\displaystyle {\frac {AB}{P_{1}P_{2}}}={\frac {\operatorname {sen} \alpha _{2}\operatorname {sen} \beta _{1}}{\operatorname {sen} \phi \operatorname {sen} \delta }}.}
Con el mismo razonamiento en el otro lado, se tiene que
{\displaystyle {\frac {AB}{P_{1}P_{2}}}={\frac {\operatorname {sen} \alpha _{1}\operatorname {sen} \beta _{2}}{\operatorname {sen} \psi \operatorname {sen} \gamma }}.}
Relacionando ambas expresiones, se obtiene
{\displaystyle {\frac {\operatorname {sen} \phi }{\operatorname {sen} \psi }}={\frac {\operatorname {sen} \gamma \operatorname {sen} \alpha _{2}\operatorname {sen} \beta _{1}}{\operatorname {sen} \delta \operatorname {sen} \alpha _{1}\operatorname {sen} \beta _{2}}}=k.}
Mediante una conocida identidad trigonométrica, este cociente de senos puede ser expresado como la tangente de una diferencia de ángulos:
{\displaystyle \tan {\frac {\phi -\psi }{2}}={\frac {k-1}{k+1}}\tan {\frac {\phi +\psi }{2}}.}
De aquí se obtiene una segunda ecuación. Una vez que se resuelve el sistema de dos ecuaciones con dos incógnitas {\displaystyle \phi } y {\displaystyle \psi }, se puede utilizar cualquiera de las dos expresiones anteriores para con {\displaystyle {\frac {AB}{P_{1}P_{2}}}} determinar P1 y P2 debido a que se conoce la distancia AB. Entonces es posible calcular todos los segmentos utilizando la ley de los senos.

## Algoritmo de la solución
Dados los cuatro ángulos (α1, β1, α2, β2) y la distancia AB, el procedimiento de cálculo tiene el siguiente desarrollo:
- Calcular {\displaystyle \gamma =\pi -\alpha _{1}-\beta _{1}-\beta _{2},\quad \delta =\pi -\alpha _{2}-\beta _{1}-\beta _{2}.}
- Calcular {\displaystyle k={\frac {\operatorname {sen} \gamma \operatorname {sen} \alpha _{2}\operatorname {sen} \beta _{1}}{\operatorname {sen} \delta \operatorname {sen} \alpha _{1}\operatorname {sen} \beta _{2}}}.}
- Hacer que {\displaystyle s=\beta _{1}+\beta _{2},\quad d=2\arctan \left[{\frac {k-1}{k+1}}\tan(s/2)\right]} y luego {\displaystyle \phi =(s+d)/2,\quad \psi =(s-d)/2.}
- Calcular

{\displaystyle P_{1}P_{2}=AB{\frac {\operatorname {sen} \phi \operatorname {sen} \delta }{\operatorname {sen} \alpha _{2}\operatorname {sen} \beta _{1}}}}
o de forma equivalente
{\displaystyle P_{1}P_{2}=AB{\frac {\operatorname {sen} \psi \operatorname {sen} \gamma }{\operatorname {sen} \alpha _{1}\operatorname {sen} \beta _{2}}}.}
(Si una de estas dos fracciones tiene un denominador próximo a cero, utilizar la otra).